# Vena giugulare esterna posteriore
La vena giugulare esterna posteriore drena il sangue venoso della regione occipitale del cuoio capelluto, e da cute e muscoli superficiali della regione postero-superiore del collo; termina nella vena giugulare esterna, a metà circa del suo decorso verso la vena succlavia.